# Fyresdal
Fyresdal és un municipi situat al comtat de Telemark, Noruega. Té 1.323 habitants (2016) i la seva superfície és de 1.280,14 km². El centre administratiu del municipi és el poble de Moland. Va ser establert l'1 de gener de 1938 amb el nom de Moland.

## Informació general

### Nom
La forma en nòrdic antic del nom era Fyrisdalr. El primer element és el cas genitiu del nom del llac Fyrir (ara anomenada Fyresvatn). L'últim element és dalr que significa "vall". El nom del llac es deriva de la paraula fura que significa "pi". Per tant, Fyresdal significa "la vall del pi". Abans del 1879, el municipi va ser anomenat Moland.

### Escut d'armes
L'escut d'armes és modern. Se'ls va concedir el 1992. L'escut mostra dos grans eixos de color plata sobre un fons verd. Va ser triat per representar la silvicultura del municipi.

## Història

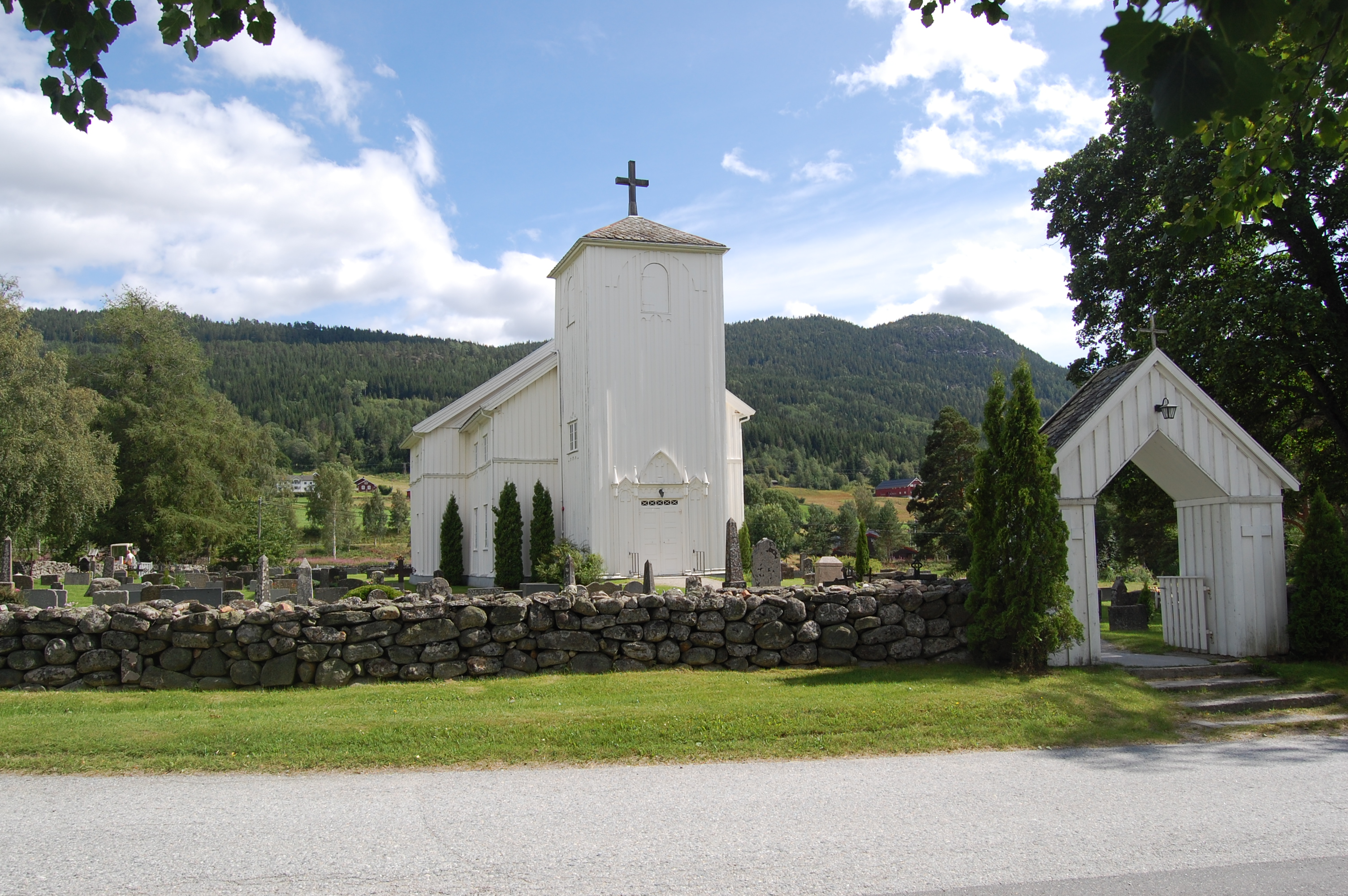
Església de Moland.

Fyresdal és coneguda per les seves nombroses troballes de l'època dels vikings, així com les seves tombes de vikings poderosos, i l'antiga església pelegrina que es va aixecar amb orgull al nord del centre del poble. La gent viatjava a aquesta església de tot Noruega i fins i tot d'alguns llocs d'Europa, ja que es deia que el corrent que bufava darrere de l'església tenia poders curatius.

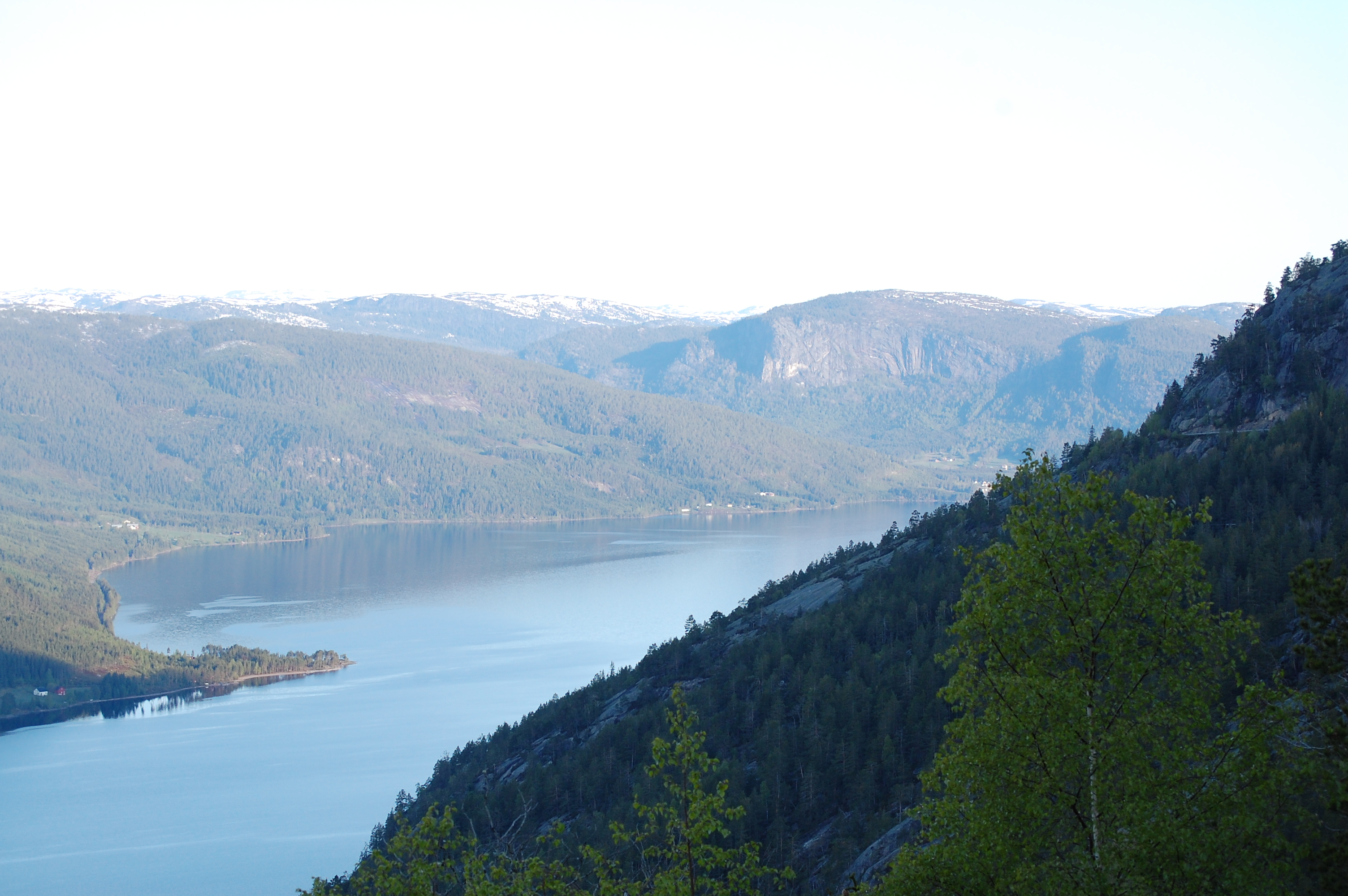
El llac Fyresvatn.

A pocs quilòmetres al sud del centre administratiu hi ha l'església de Heggland (en noruec: Heggland Kyrkje), on s'hi troba la Molandsmoen, una pedra amb inscripcions rúniques. El motiu d'aquestes inscripcions són les batalles de cavalls que duien a terme els vikings allí. A la muntanya de Klokkarhamaren s'hi ubica una cova anomenada Munkhola. Es creu que un cert nombre de monjos a l'Edat Mitjana van allotjar-se allà.

## Geografia
El municipi de Fyresdal es compon de diversos petits pobles al nord del cap de municipi, a la vall principal, i a les costes oest i sud-est del llac Fyresvatn, un dels llacs més profunds de Noruega. El centre municipal del municipi és Moland. Aquesta és la ubicació de l'assemblea municipal, l'escola, la casa de la comunitat, les escoles bressol, el casal d'avis, i de la majoria de les empreses comercials al poble. Moland és el llogaret més poblat de Fyresdal.
Fyresdal és un dels municipis més occidentals de Telemark. Limita amb els municipis de Tokke, Kviteseid, i Nissedal al comtat de Telemark. També limita amb els municipis d'Åmli, Bygland, i Valle al comtat d'Aust-Agder.

## Economia

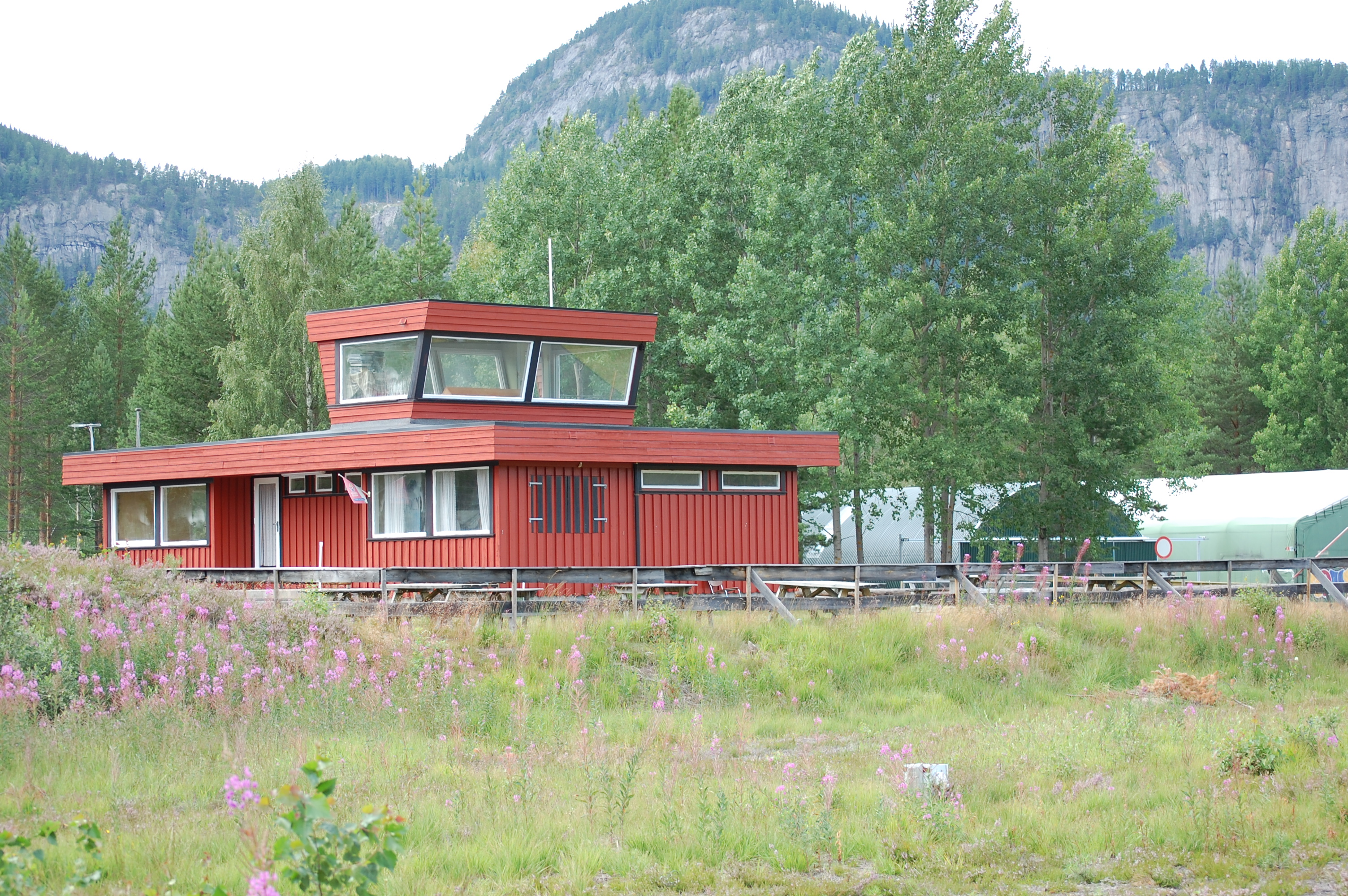
L'aeroport de Fyresdal.

La majoria de la gent del municipi treballa a l'agricultura, la silvicultura, el comerç, la indústria i el turisme. No obstant, la majoria de la població no viu tan sols de l'agricultura o la silvicultura, sinó que aquestes dues activitats són un ingrés secundari que es suma a d'altres que produeixen més beneficis.
La principal empresa del municipi és Telemark Kildevann, que produeix aigua embotellada i refrescos pel mercat nacional i el suec. També hi ha un parell de petits tallers mecànics d'alta competència que produeixen peces per a la indústria offshore.

## Transports
L'aeroport de Vest Telemark-Fyresdal, es troba a Moland, amb un hotel proper. Fyresdal té connexions d'autobús amb les ciutats de Skien i Porsgrunn al comtat de Telemark; Arendal al comtat d'Aust-Agder; Bergen al comtat de Hordaland; Haugesund al comtat de Rogaland; i per a la capital, Oslo. Un autobús també viatja entre Fyresdal i Dalen, el centre municipal de Tokke, tots els dies escolars de l'any.

## Nascuts a Fyresdal
- Vidkun Quisling (1887 - 1945), polític considerat un traïdor nacional per la seva col·laboració amb el govern nazi després de l'ocupació alemanya de Noruega i Dinamarca durant la Segona Guerra Mundial. Durant la guerra va ocupar el càrrec de primer ministre i quan aquesta finalitzà fou afusellat per alta traïció.[3]